# Godfried Danneels
Pour les articles homonymes, voir Danneels.
Godfried Danneels, né le 4 juin 1933 à Kanegem en Flandre-Occidentale et mort le 14 mars 2019 à Malines, est un cardinal belge, archevêque de Malines-Bruxelles de 1979 à 2010.
Docteur en théologie, il a enseigné au séminaire de Bruges avant de devenir évêque d'Anvers en 1977 puis archevêque de Malines-Bruxelles deux ans plus tard. Il fut créé cardinal en 1983. Il a été admis à l'éméritat le 18 janvier 2010, André-Joseph Léonard devenant le nouvel archevêque de Malines-Bruxelles.

## Biographie

### Prêtre
Godfried Danneels est licencié en philosophie de l'université catholique de Louvain et docteur en théologie de l'université grégorienne de Rome.
Il est ordonné prêtre le 17 août 1957 pour le diocèse de Bruges.

### Évêque
Nommé évêque d'Anvers le 4 novembre 1977, il est consacré le 18 décembre suivant.
Deux ans plus tard, le 19 décembre 1979, il devient archevêque de Malines-Bruxelles et primat de Belgique. Il est ainsi le 19e archevêque de Malines et le 2e archevêque de Malines-Bruxelles (1979).
En outre, le 15 septembre 1980, il est nommé évêque aux armées belges.
En janvier 1999, il intègre le « Groupe de Saint-Gall ».
Le 18 janvier 2010, ayant dépassé la limite d'âge, sa démission est acceptée par Benoît XVI qui nomme à Bruxelles André Léonard à qui il confie également, quelques semaines plus tard, le diocèse aux armées belges.

### Cardinal
Il est créé cardinal lors du consistoire du 2 février 1983 avec le titre de cardinal-prêtre de Sant’Anastasia. Il participe aux conclaves de 2005 et de 2013 qui élisent respectivement les papes Benoît XVI et François.
Le cardinal Danneels est président de la Conférence épiscopale de Belgique jusqu'en 2010 lorsque André-Joseph Léonard, archevêque de Malines-Bruxelles, lui succède. À Rome, il est membre de la Congrégation pour la doctrine de la foi.
Il est aussi membre de différents dicastères romains, du Conseil des conférences épiscopales d'Europe (CCEE), de Pax Christi International, de la conférence mondiale des religions et de la paix (WCRP) et du Conseil européen des leaders religieux (ECRL).
Il était également bailli (chapelain) de l’ordre de Malte.
Il meurt le 14 mars 2019 à Malines en Belgique à l'âge de 85 ans.

## Prises de position

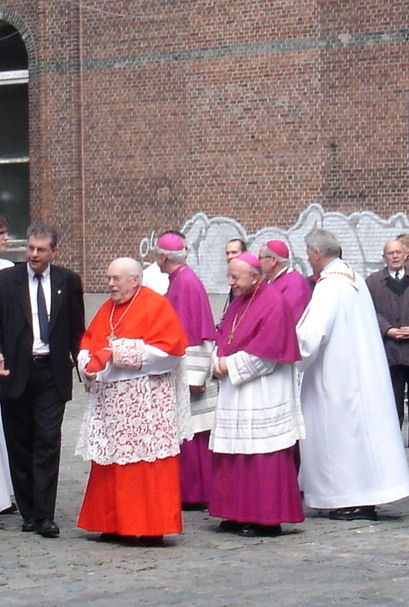
Le cardinal Godfried Danneels en 2007.

Les vues du cardinal Danneels sont classées comme réformistes au sein du Sacré Collège.
- Sexualité et maladies sexuellement transmissibles : s’il défend l'abstinence, il accepte l'utilisation du préservatif comme moyen de lutte contre le sida. Il n'encourage donc pas le préservatif, mais il le reconnaît comme un moindre mal : si quelqu'un a un comportement sexuel inadéquat (adultère, etc.), il vaut mieux qu'il mette un préservatif pour ne pas mettre sa vie ou celle d'autrui en danger (« Tu ne tueras pas. ») ; mais ce serait mieux encore s'il était fidèle dans sa vie sexuelle (« Tu ne commettras pas d'adultère. ») ; en cela, son point de vue ne diffère pas de celui de l'Église catholique[5].
- Homosexualité : il considère l'homosexualité (au sens de tendance homosexuelle) comme un fait de nature et non un choix. L'acte homosexuel reste à éviter : en 1999, il a suspendu un prêtre homosexuel qui vivait avec son partenaire. [réf. nécessaire] Il reconnaît en outre que le mariage homosexuel est du ressort de l'État et non de l'Église[6], bien qu'il souhaiterait qu'un autre terme soit employé pour désigner cette union.
- Rôle des femmes dans l'Église : le cardinal Danneels est favorable à un rôle accru de celles-ci ; en cela, son point de vue ne diffère pas fondamentalement de celui de l'Église catholique. Il ne souhaite pas qu'il y ait des femmes prêtres dans l'Église, même s'il reconnaît que cela n'est pas explicable avec des arguments du monde moderne[5].
- Organisation de l'Église : il prêche pour une décentralisation accrue de l'Église.[réf. nécessaire]
- Il se serait opposé à un motu proprio libéralisant la messe tridentine[7].

Le cardinal Godfried Danneels est désigné comme rapporteur du synode extraordinaire convoqué par Jean-Paul II pour célébrer le vingtième anniversaire de la clôture du concile Vatican II. En 2005, il participe au conclave qui élit Benoît XVI. En 2013, il participe à son deuxième conclave qui élit comme successeur de Benoît XVI, le cardinal argentin Jorge Bergoglio sous le nom de François. .

## Enquête sur les abus sur mineurs dans l'archidiocèse
Dans le cadre d'une enquête sur des affaires de pédophilie dans l’Église belge, une large perquisition est menée le 24 juin 2010 dans les établissements de l'Archidiocèse de Malines-Bruxelles,,.
La raison de cette opération est une instruction ouverte à charge d'inconnu pour des attentats à la pudeur commis sur mineurs d'âges. Le palais archiépiscopal de Malines est fouillé, ainsi que la crypte de la cathédrale Saint-Rombaut de Malines, le domicile du cardinal Godfried Danneels, ancien archevêque, et les locaux de la Commission pour le traitement des plaintes pour abus sexuels dans une relation pastorale, instituée en 2000. Du matériel informatique et des dossiers sont saisis, dont ceux traités par la Commission. L'ordinateur personnel de Godfried Danneels est également enlevé.
Le 6 juillet 2010, le cardinal est auditionné comme témoin pendant plus de dix heures par la justice,,
mais ne fait pas l'objet d'une inculpation.

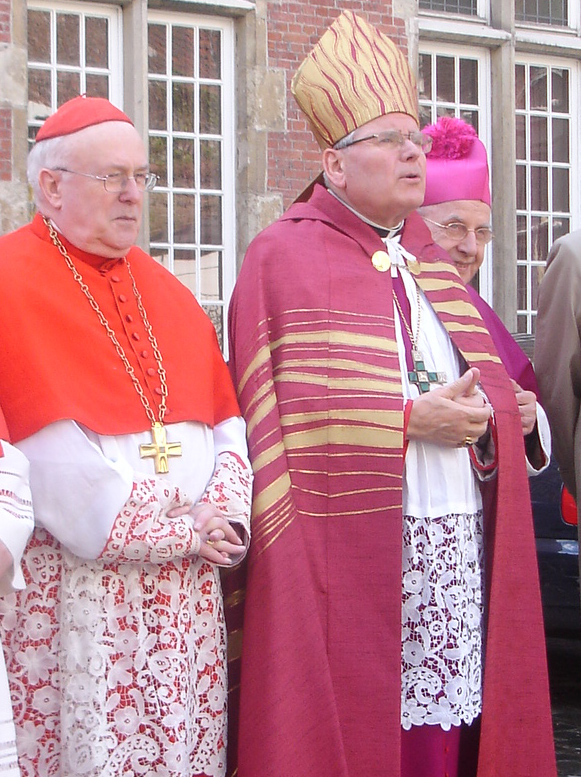
Godfried Danneels et Roger Vangheluwe en 2008.

En septembre 2010, plusieurs médias ont reproché au cardinal Danneels de n'avoir pas encouragé la démission de l'évêque de Bruges, Roger Vangheluwe, lorsqu'il a été mis au courant, le 8 avril 2010, des abus commis par ce dernier entre 1973 et 1986. Ayant accepté un rôle de médiation entre la victime et Roger Vangheluwe, alors que les faits n'étaient pas encore publics, Danneels a semblé vouloir protéger la réputation de l'évêque de Bruges. Le cardinal Danneels, dans une interview donnée à La Libre Belgique le 7 septembre 2010, a reconnu avoir commis une erreur de jugement en ne réclamant pas immédiatement la démission de Vangheluwe,.
En 1998, l'affaire du prêtre pédophile André Vanderlyn, révèle que le cardinal Godfried Danneels avait été informé des faits par Claude Lelièvre, le délégué général aux droits de l’enfant. Le cardinal Danneels fut entendu en tant que témoin. La présidente du tribunal estimera que "le cardinal Danneels ne semble pas avoir saisi toute la portée de la lettre que le Délégué général aux droits de l'Enfant lui avait transmise le 8 octobre 1996.". De même, informé des allégations d'abus sexuels dans l'affaire Luk Delft, le diocèse était au courant mais n'a rien fait.
L'émission de la VRT Godvergeten sur les abus sexuels du clergé belgemet en lumière le rôle du cardinal Danneels dans la dissimulation de la pédophilie au sein du clergé belge. Pour l'évêque Johan Bonny, la génération précédente des responsables catholiques, comme l'évêque Godfried Danneels, n'a pas traité correctement ces affaires. Ainsi quand le prêtre Rik Devillé a donné des centaines de témoignages de victimes d'agressions sexuelles au sein de l'Église catholique Belge celle-ci est restée inerte.
À la suite des publications du prêtre Rik Devillé, l'émission Godvergeten révèle que Godfried Danneels avait été mis au courant par le neveu de l'évêque Roger Vangheluwe, Mark Vangheluwe, des abus sexuels que ce dernier lui avait fait subir pendant 13 ans. Le cardinal Danneels lui avait demandé de ne pas en parler publiquement, prétextant de le retraite prochaine de Roger Vangheluwe. Il avait aussi exprimé sa compassion pour son collègue Vangheluwe, mais pas pour sa victime,.

## Succession apostolique
Godfried Danneels a ordonné les évêques suivants :
- Évêque Paul Van den Berghe (1980)
- Évêque Paul Lanneau (de) (1982)
- Évêque Rémy Victor Vancottem (1982)
- Évêque Luc Alfons De Hovre, S.I. (1982)
- Évêque Roger Joseph Vangheluwe (1985)
- Évêque Albert Jean Charles Ghislain Houssiau (1986)
- Évêque Jan De Bie (nl) (1987)
- Archevêque André-Joseph Léonard (1991)
- Évêque Aloysius Jousten (2001)
- Cardinal Jozef De Kesel (2002)
- Évêque Guy Harpigny (2003)
- Évêque Lucas Van Looy, S.D.B. (2004)
- Évêque Johan Jozef Bonny (2009)

## Devise
« Apparuit humanitas Dei nostri » (« Notre Dieu s’est manifesté à tous les hommes », Liturgie de Noël, citation d’après la lettre de saint Paul à Tite ch. 3, v. 4).

## Œuvres
- L'humanité de Dieu, Paris, Desclée de Brouwer, 1994.
- Nous sommes tous des orphelins, l'intégrale des entretiens Noms de Dieux d'Edmond Blattchen, Bruxelles, Alice, 1999.
- Figures bibliques, Paris, Le Cerf, 2001.
- Franc-Parler : six entretiens réunis par Peter Schmidt, Paris, Desclée de Brouwer, 2002.
- Avec Jan Becaus et Christian Laporte, Confidences d'un cardinal, Bruxelles, Racine, 2009.
- La résurrection (ill. de Kim En Joong), Paris, Le Cerf, 2010.
- « Homélie - bénédiction des vitraux contemporains de Kim En Joong - basilique Saint-Julien », Almanach de Brioude, Brioude,‎ 2010